# 린우드 (워싱턴주)

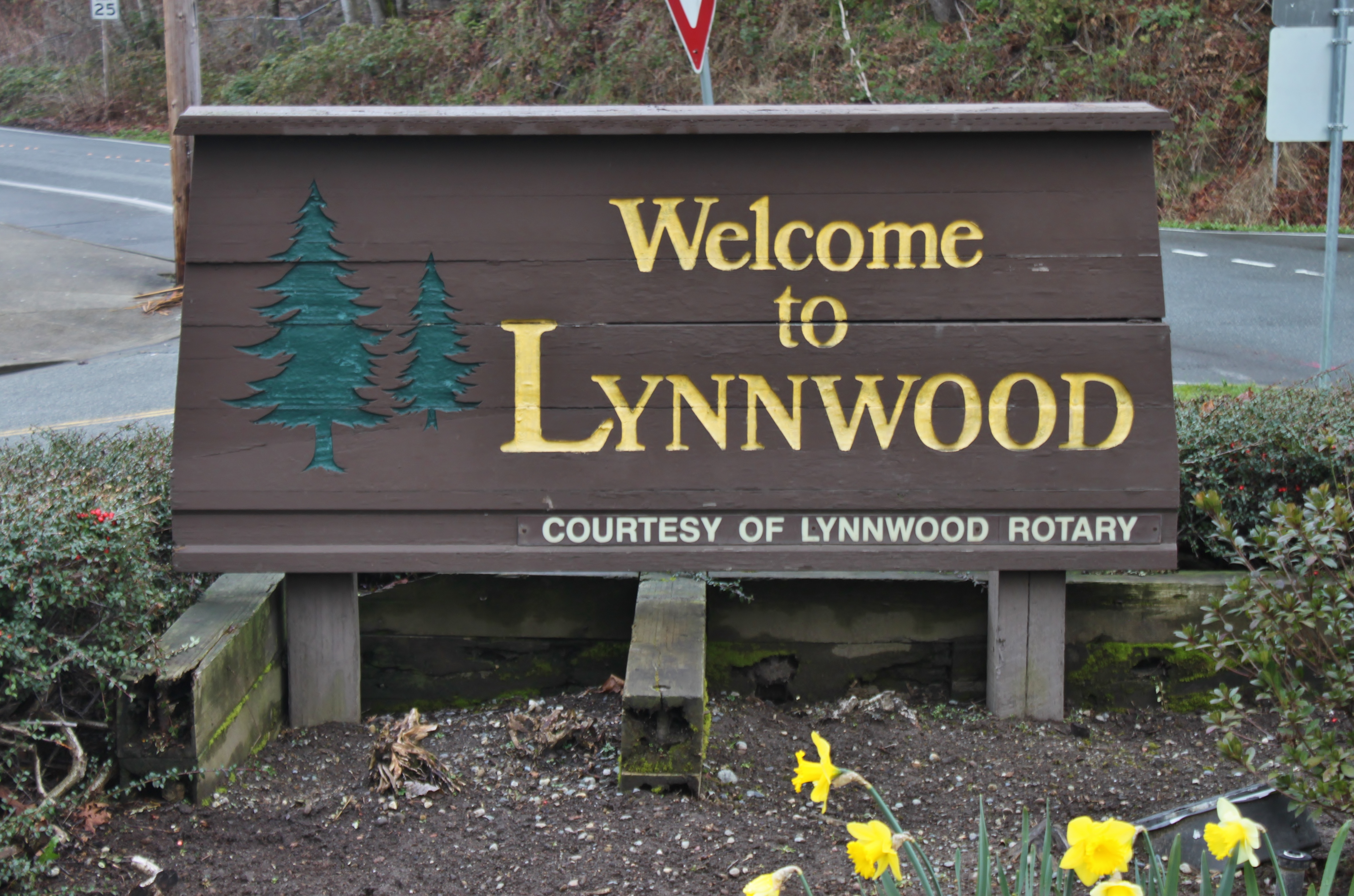

린우드(Lynnwood)는 미국 워싱턴주 스노호미시 군에 있는 도시다. 2010년 인구는 35,836명으로, 스노호미시 군에서 4번째로 크며, 워싱턴 주에서 29번째로 크다. 린우드는 도시, 교외, 소읍, 네거리 등이 혼재하며, 시애틀에서 일하는 많은 직장인들이 거주하는 곳이다. 린우드는 소매 쇼핑 때문에, 남 스노호미시 카운티의 "허브 도시"로 알려져 있다. 워싱턴주 안에 있는 인터스테이트 405 고속도로의 최북단과 인터스테이트 5 고속도로가 린우드에서 교차하며, 에버렛, 벨링엄, 브리티시 컬럼비아 밴쿠버로 연결되는, 대시애틀의 최북단에 위치한다. 기후는 습하고 시원하며, 시애틀보다는 더 습하다.

## 인구
| 인구조사                            | 인구   | Note  | %±     |
| ----------------------------------- | ------ | ----- | ------ |
| 1960년                              | 7,207  |       | —      |
| 1970년                              | 16,919 |       | 134.8% |
| 1980년                              | 22,641 |       | 33.8%  |
| 1990년                              | 28,695 |       | 26.7%  |
| 2000년                              | 33,847 |       | 18.0%  |
| 2010년                              | 35,836 |       | 5.9%   |
| 2019 (추산)                         | 39,141 | [ 1 ] | 9.2%   |
| U.S. Decennial Census 2019 Estimate |        |       |        |